# جون ر. تيسون
جون ر. تيسون (بالإنجليزية: John R. Tyson)‏ هو محامي وقاضي وسياسي أمريكي، ولد في 28 نوفمبر 1856 في مقاطعة لوندز في الولايات المتحدة، وتوفي في 27 مارس 1923 في روشستر في الولايات المتحدة. حزبياً، نشط في الحزب الديمقراطي. وقد انتخب عضو مجلس نواب ألاباما وانتخب عضو مجلس النواب الأمريكي.